# Folklore (Big Big Train)
Folklore is het negende studioalbum van de Engelse progressieve-rockband Big Big Train.

## Uitgaven
Het album werd in 2016 op cd en als muziekdownload uitgebracht via het eigen label English Electric Recordings en Giant Electric Pea. Via Plane Groovy werd het album op vinyl uitgebracht. Deze uitgaven betroffen twee versies; een standaardversie die 69 minuten duurt en een hi-res-versie die 80:53 duurt door de toevoeging van twee nummers van de ep Wassail (2015).
In 2017 werd een gelimiteerde heruitgave op vinyl uitgebracht door English Electric Recordings en Plane Groovy. In 2018 volgde een heruitgave op cd via English Electric Recordings en Giant Electric Pea.

## Productie
Het album werd grotendeels opgenomen in hun eigen Englisch Electric Studios. Zang en contrabas werden opgenomen in de Aubitt Studios, drums in de Real World Studios en Sweetwater Studios. In de Real World Studios werden ook de koperblazers opgenomen. Strijkers, daarentegen, werden opgenomen in de Ashwood Studios. De ep Wassail was al een voorproefje van dit album en gaf al een uitbreiding van de band te zien, die op het album werd doorgezet. De muziek bevat wisselingen in stemming, tempo, maat en ritme.

## Concept
De liedteksten grijpen terug op het verleden of wijzen juist naar de toekomst. Het album heeft als centraal thema het vertellen van verhalen, zowel oude als nieuwe. De eerste gezongen tekst is dan ook "Let us begin where it all began, fireside flickering flames where the shadows dance" (het vertellen van verhalen bij kampvuur). London Plane vertelt over de vloeiweide van Runnymede. Winkie is een lied in zeven secties. Het behandelt de geschiedenis van de duif in oorlogstijd. Het verhaal begint bij het einde van de Eerste Wereldoorlog, als de postduif afgedankt wordt als een brenger van boodschappen. De radio neemt die taak over. Echter tijdens de Tweede Wereldoorlog heeft men nog onvoldoende vertrouwen in de apparatuur en zendt men met vluchten nog twee duiven mee. Dat is het geluk dat de bemanning heeft, wanneer hun vliegtuig neerstort en de radioverbinding uitvalt. De bemanning laat Winkie de duif los, die terugvliegt naar het vliegveld. Aan de hand van vluchtroute en tijd dat de duif gevlogen heeft, kon men alsnog de bemanning redden, aldus het verhaal in het lied. Bij de track Brooklands staat een afbeelding van een Napier-Railton race-auto, een verwijzing naar het racecircuit Brooklands. Telling the bees gaat over de imkerij, die van vader op zoon etc. overgaat. The transit of Venus across the Sun handelt over sterrenkundige Patrick Moore. De tekst is gebaseerd een deel van diens leven; zijn aanstaande vrouw overleed vlak voor de huwelijksvoltrekking; hij zou nooit meer verliefd worden. Venus staat daarbij voor zowel de godin van de liefde als de planeet.
Midden in het boekwerkje staat een afbeelding van de achtkoppige band in een middeleeuwse dan wel naïeve stijl met op de achtergrond de Uffington White Horse, ook bekend van de platenhoes van English settlement van XTC, waar Dave Gregory in speelde.

## Ontvangst
Het album werd positief onthaald door critici. Erik Groenewegen viel een vergelijking van de sound met die van Peter Gabriel, Marillion en Yes op. Hij noemde de nummers "toegankelijk" en vond het knap dat de band "in nummers van soms bijna dertien minuten alle kanten op kan schieten en toch liedjes met een kop en een staart aflevert." De standaardversie werd door Peter Swanson van Dutch Progressive Rock Pages (DPRP) beoordeeld met een 9,5. Swanson viel de folk-invloeden op, maar door de combinatie met blaas- en snaarinstrumenten bleef het volgens hem een herkenbaar BBT-album. Hij vergeleek de sound met die van Genesis "caused by the atmosphere and the melodic song structures that we know from them". De hi-res-versie kreeg van DPRPs Bryan Morey een 10. Volgens hem heeft de hi-res-versie een veel betere "collection of music than the 'normal' CD version." Hij zou de standaard- (cd-)versie een 8 geven, maar het toevoegen van Wassail's Mudlarks en Lost rivers of London maken de hi-res-versie briljant.

## Musici
- David Longdon – zang, dwarsfluit, akoestische gitaar, mandoline, percussie
- Dave Gregory – gitaar
- Andy Poole – akoestische gitaar, mandoline, toetsinstrumenten, achtergrondzang
- Rikard Sjöblom – gitaar, toetsinstrumenten, accordeon, achtergrondzang
- Greg Spawton – basgitaar, baspedalen, akoestische gitaar, achtergrondzang
- Danny Manners – toetsinstrumenten en contrabas
- Nick D'Virgilio – drumstel, percussie, achtergrondzang
- Rachel Hall – viool, altviool, cello, achtergrondzang

Met:
- Dave Desmond – trombone
- Ben Godfrey – trompet, kornet
- Nick Stone – hoorn
- John Storey – eufonium
- John Truscott – tuba
- Lucy Curnow – viool
- Keith Hobday – altviool
- Evie Anderson - cello

## Muziek
| Nr. | Titel                                         | Duur  |
| --- | --------------------------------------------- | ----- |
| 1.  | Folklore (Longdon)                            | 7:33  |
| 2.  | London Plane (Spawton)                        | 10:13 |
| 3.  | Along the ridgeway (Spawton)                  | 6:12  |
| 4.  | Salisbury giant (Spawton)                     | 3:37  |
| 5.  | The transit of Venus across the Sun (Spawton) | 7:20  |
| 6.  | Wassail (Longdon)                             | 6:57  |
| 7.  | Winkie (Longdon)                              | 8:25  |
| 8.  | Brooklands (Spawton)                          | 12:44 |
| 9.  | Telling the bees (Longdon)                    | 6:02  |